# اداره مدنی شوروی
اداره مدنی شوروی (SCA) به عنوان دولت اشغالگر شمال کره از اکتبر ۳، ۱۹۴۵ تا راه‌اندازی کمیته موقتی خلق کره شمالی در سال ۱۹۴۶ بر کره شمالی حکومت می‌کرد.
این ساختار اداری که اتحاد جماهیر شوروی بااستفاده از آن به دنبال تبدیل کره شمالی به یک کشور کمونیستی بود.
(Terenti Shtykov) طرفدار اصلی راه‌اندازی یک ساختار متمرکز برای هماهنگی کمیته خلق کره بود.
راه‌اندازی رسمی حکومتی کمونیستی توسط (ایوان چیستیاکوو) توصیه شد و توسط ژنرال (آندره‌ها رومانکو) در سال ۱۹۴۵ و نیکلای لبدوف در سال ۱۹۴۶ انجام شد.